# Адок, Золи
Золтан Адок (венг. Ádok Zoltán; также известен как Золи Адок (венг. Ádok Zoli); род. 22 марта 1976 в Сегеде) — венгерский певец и актёр, представлявший свою страну на конкурсе песни Евровидение 2009 в Москве.
В 2009 Золтан участвовал на национальном отборочном конкурсе на Евровидение, и занял там третье место. Однако участник, финишировавший первым, был дисквалифицирован за нарушения правил, а участница, занявшая второе место, отказалась участвовать на песенном конкурсе; поэтому именно занявший третью позицию Золи Адок стал представителем Венгрии на этом конкурсе.
Песня «Dance with me», которую музыкант исполнил во втором полуфинале, заняла только тринадцатое место и не была допущена до финала. Более того, Золтан Адок получил «антипремию» Барбары Декс за самый худший костюм на Евровидении.

## Альбомы
- 2008 — Tánclépés / Па
- 2011 — Három álom / Три мечты

## Синглы
- Dance with me (2009)
- Why Don’t You (2010)